# Opel Ascona B 400
Opel Ascona B 400 – samochód rajdowy produkowany przez niemieckie przedsiębiorstwo branży motoryzacyjnej Opel i produkowany w latach 1979−1981. Wyposażony był on w nadwozie typu coupé. Samochód był napędzany przez silnik R4 o pojemności 2,4 l.

## Dane techniczne
- Silnik: R4 2,4 l (2400 cm³)[1]
- Układ zasilania: b.d.
- Średnica × skok tłoka: b.d.
- Stopień sprężania: b.d.
- Moc maksymalna: 140 KM (103 kW)[1]
- Maksymalny moment obrotowy: b.d.
- Prędkość maksymalna: b.d.